# Tmetonyx similis
Tmetonyx similis är en kräftdjursart som beskrevs av Sars 1895. Enligt Catalogue of Life ingår Tmetonyx similis i släktet Tmetonyx och familjen Uristidae, men enligt Dyntaxa är tillhörigheten istället släktet Tmetonyx och familjen Lysianassidae. Arten är reproducerande i Sverige. Inga underarter finns listade i Catalogue of Life.